# Boe Code
Boe Code (eigentlich: The Boe Code) und dessen Nachfolger The New Boe Code waren im 20. Jahrhundert gebräuchliche englischsprachige Codebücher zur Umwandlung von Klartext in standardisierte Wörtergruppen und zurück.
Dies diente zur Vereinheitlichung und Komprimierung von allgemeinen Textnachrichten, zumeist geschäftlicher Art, insbesondere für Handel, Verkehr und Schifffahrt. In den 1920er- bis 1950er-Jahren wurden solche Nachrichten zumeist als Telegramme („Depeschen“) per „Kabel“ oder kabellos per Funk als Funktelegramme (FTs) übermittelt. Dies geschah in der Regel auf telegrafische Weise, also mithilfe des Morsecodes.
Der Boe Code diente nicht zur Verschlüsselung oder Geheimhaltung der Nachrichten.

## Hintergrund
In der Telegrafie, die damals zumeist von Hand mithilfe von Morsetasten durchgeführt wurde, ist es hilfreich, einheitlich formatierte und kurze Texte zu haben, um so die Übertragungsdauer möglichst klein zu halten und Fehler zu minimieren. Um dies zu erreichen, gab es Anfang des 20. Jahrhunderts (und bereits davor) eine Reihe von öffentlichen Codebüchern, die genau diesem Zweck dienten, wie beispielsweise ABC 6th edition, Bentleys Complete Phrase, Marconi International und Western Union. Auch die Gebühren (Entgelte) waren so geregelt, dass standardisierte Telegramme deutlich günstiger übermittelt wurden als Texte aus „freier Prosa“, die üblicherweise pro einzelnem Zeichen berechnet wurden.

## Geschichte
Der Boe Code wurde 1925 von Conrad Boe in Norwegen zusammengestellt. Sein Codebuch enthielt gängige Textpassagen, spezielle Ausdrücke sowie Namen und diesen jeweils zugeordnet eine Gruppe aus genau fünf Buchstaben. Beispiel:
- MJJIB – Please telegraph captain name of agents[2] (deutsch „Bitte telegraphieren Sie dem Kapitän die Namen der Agenten“).

Das Buch war über 1000 Seiten stark und enthielt rund 88.000 Codegruppen. Es wurde in Oslo und in Washington verlegt und konnte, wie jedes andere Buch, käuflich erworben werden.
Im Jahr 1937 gab es eine deutlich erweiterte Neuauflage, die ebenfalls von Conrad Boe zusammengestellt worden war. Diese enthielt etwa 370.000 Codegruppen. Insbesondere Banken, Rechtsanwälte und Transportunternehmen begrüßten die Neuauflage und verwendeten sie oft und gerne, da sie dabei half, die Telegrammkosten erheblich zu senken.
In den 1950er-Jahren, mit dem Aufkommen modernerer Telekommunikationsmittel, wie Fernschreibern (Telex), verloren die Codebücher an Bedeutung.